# Strogi rezervat
Strogi rezervat je zakonom zaštićeno područje s neizmijenjenom ili neznatno izmijenjenom sveukupnom prirodom, a namijenjen je isključivo znanstvenom istraživanju kojim se ne mijenja biološka raznolikost, izvornost prirode i ne ugrožava slobodno odvijanje prirodnih procesa. Strogi rezervat zabranjuje gospodarske i druge djelatnosti.

## U Hrvatskoj
Strogi rezervat je jedna od devet vrsta zaštićenih područja u Hrvatskoj. Namjena mu je očuvanje izvorne prirode, praćenje stanja prirode te obrazovanje. Razina upravljanja je državna i županijska. Proglašava ga Vlada RH.
Strogi rezervat je područje kopna i/ili mora s neizmijenjenom ili neznatno izmijenjenom sveukupnom prirodom, a namijenjen je isključivo očuvanju izvorne prirode. U strogom rezervatu zabranjene su gospodarske i druge djelatnosti ali se može dopustiti posjećivanje istraživanje i praćenje stanja prirode.
Dva su stroga rezervata:
- Hajdučki i rožanski kukovi
- Bijele i samarske stijene